# نادر سلطانپور
نادر سلطانپور روزنامه‌نگار و مجری ایرانی شبکه‌های تلویزیونی فارسی‌زبان می‌باشد. با راه‌اندازی شبکه تلویزیون فارسی بی‌بی‌سی، وی به‌عنوان یکی از مجریان اصلی برنامه‌های خبری این شبکه معرفی شد. او حرفه روزنامه‌نگاری را در رادیوی هفتگی صدای پارسی در تورنتوی کانادا آغاز کرد. در سال ۲۰۰۰، نادر موفق شد صدای پارسی را به برنامه‌ای شبانه تبدیل کند. سلطانپور در سال ۲۰۰۵ به رادیو و تلویزیون ملی کانادا، سی‌بی‌سی، پیوست و یکی از تهیه‌کنندگان برنامه اخبار صبحگاهی رادیو شد. نادر در سال ۲۰۰۹ به عنوان مجری به بی‌بی‌سی فارسی در لندن ملحق شد. نادر سلطانپور در  ۲۹ سپتامبر ۲۰۱۸ آخرین برنامه شصت دقیقه را اجرا و با بینندگان بی‌بی‌سی فارسی خداحافظی کرد. وی از سال ۲۰۱۸ تا ۲۰۲۳ در شبکهٔ ایران اینترنشنال مجری و تهیه کننده برنامه های خبری بود.  او سال ۲۰۲۴ را با تهیه و اجرای یک پادکست هفتگی به نام جهان با نادر برای رادیو فردا آغاز کرد.

## رویدادهای برجسته
در فوریه سال ۲۰۱۲ فیلم «جدایی نادر از سیمین» ساخته اصغر فرهادی جایزه اسکار برای بهترین فیلم خارجی را کسب کرد. نادر برنامه ویژه‌ای به همین مناسبت اجرا کرد.
در سال ۲۰۱۲ نادر مجری یک برنامه شش قسمتی تحت عنوان بزرگان ایران زمین بود. این برنامه به معرفی زرتشت، کوروش، فردوسی، ابوعلی سینا، حافظ و محمد مصدق پرداخت و از بینندگان بی‌بی‌سی فارسی دعوت شد تا به فردی که آنها معتقدند بزرگترین چهره ایران زمین است رای بدهند.  نتیجه در نوروز همان سال اعلام شد و اکثر رای‌دهندگان کوروش را برگزیدند.
در سال ۲۰۱۳ نادر مصاحبه‌ای با بنیامین نتانیاهو، نخست وزیر وقت اسراییل درباره برنامه هسته‌ای ایران انجام داد.
در نوامبر سال ۲۰۱۳ نادر برای مراسم درگذشت نلسون ماندلا به آفریقای جنوبی رفت و هر روز با تهیه‌ی گزارش و گفتگو، برنامه‌های بزرگداشت رهبر جنبش ضد نژادپرستی و اولین رئیس‌جمهوری سیاهپوست را برای بی‌بی‌سی فارسی پوشش داد.
در نوامبر سال  ۲۰۱۴ نادر گزارش ویژه‌ای به مناسبت یکصدمین سال اعلان بی‌طرفی ایران در جنگ جهانی اول تهیه کرد.
در مارس سال ۲۰۱۹ نادر به هند رفت و مستندی با عنوان شیر و شکر درباره جامعه پارسیان هند تهیه و اجرا کرد.
نادر سلطان‌پور معتقد است دادن اختیار خودمختاری به اقوام در ایران باعث فروکش‌کردن تمایلات استقلال‌‌طلبانه و حفظ یکپارچگی ایران می‌شود.  در سال ۲۰۱۳ او متهم شد که در یک مصاحبه ایران را کشوری جعلی خوانده است. اما، در گفت‌و‌گویی در برنامه دیدبان بی‌بی‌سی فارسی توضیح داد که این برداشت ناشی از لغزش در گفتار بوده. صادق صبا رییس وقت این شبکه هم از بینندگان پوزش خواست.